# Reparto operativo aeronavale della Guardia di Finanza
Nell'ambito dei suoi compiti d'istituto la Guardia di Finanza si è dotata nel corso degli anni di un comparto aeronavale che risulta suddiviso in una  componente alturiera (forza di proiezione) e in una  componente costiera/regionale: il Reparto operativo aeronavale (acronimo ROAN).

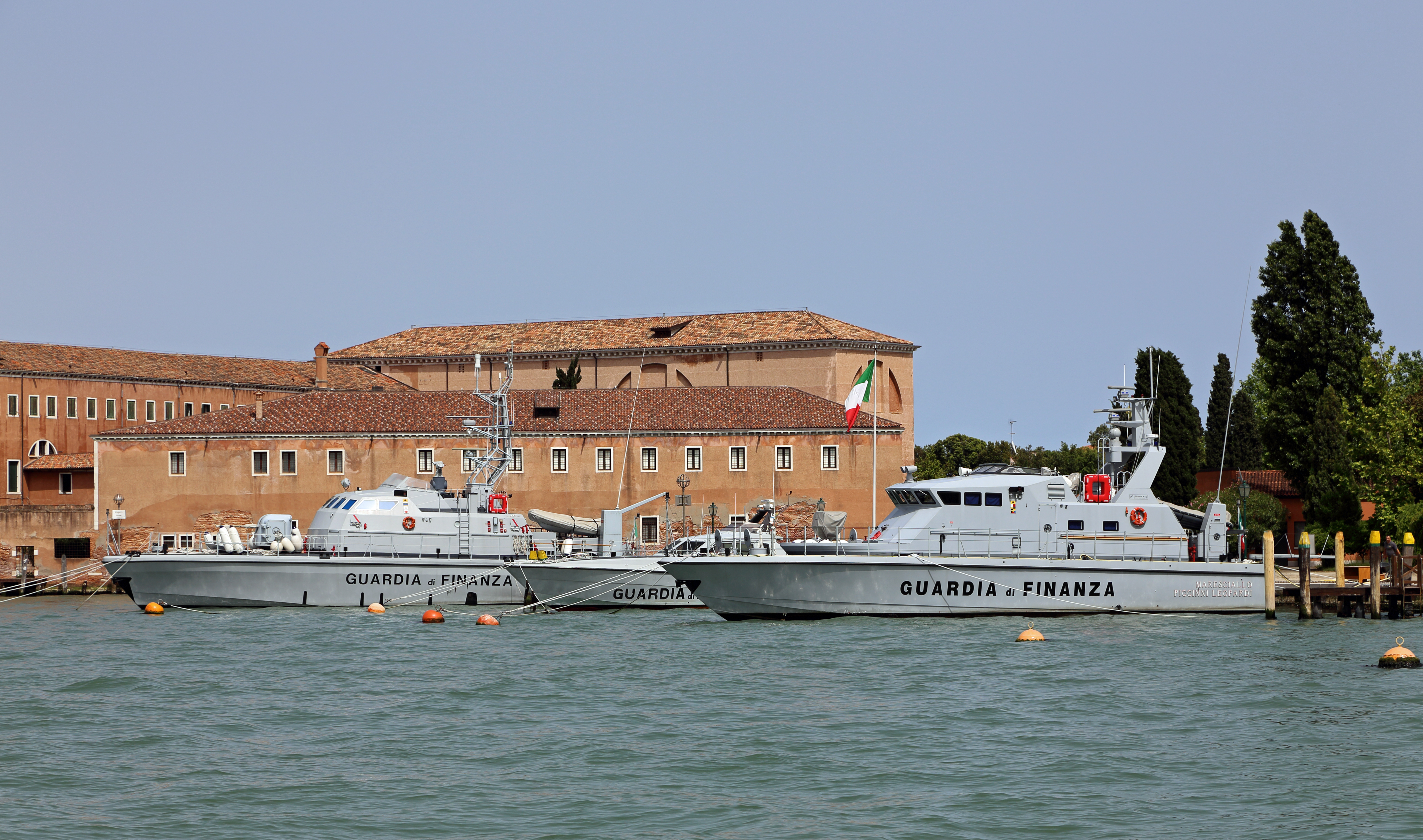
Vedette del ROAN di Venezia

I ROAN sono 15 e sono alle dipendenze dei comandi regionali.

## Compiti
La componente costiera regionale assolve prevalentemente alla complessiva funzione di polizia economico - finanziaria sul mare territoriale, nei porti e lungo i litorali, cooperando inoltre alle operazioni dei nuclei PEF, dei dispositivi alturieri e dei reparti territoriali del Corpo.
- Polizia economico-finanziaria nelle acque interne, sul mare territoriale e nelle acque contigue nonché nei porti e lungo i litorali;
- copertura e supporto aeronavale alle operazioni dei Nuclei di Polizia Economico-Finanziaria, del dispositivo alturiero e degli altri reparti territoriali del Corpo;
- sorveglianza del mare territoriale lungo il litorale e delle acque contigue, fluviali e lacuali,
- monitoraggio delle imbarcazioni
- sorveglianza dei traffici illeciti e di tutela dell’ambiente, del demanio e del patrimonio artistico e culturale.

## I Reparti
I ROAN sono dotati di mezzi navali veloci e velocissimi, nonché di Guardacoste ed elicotteri di classe minore.
I Reparti Operativi Aeronavali sono presenti nelle sedi di:
- Genova,
- Livorno,
- Civitavecchia,
- Como,
- Napoli,
- Vibo Valentia,
- Palermo,
- Bari,
- Termoli,
- Pescara,
- Ancona,
- Rimini,
- Venezia,
- Trieste
- Cagliari.

### ROAN - Cagliari

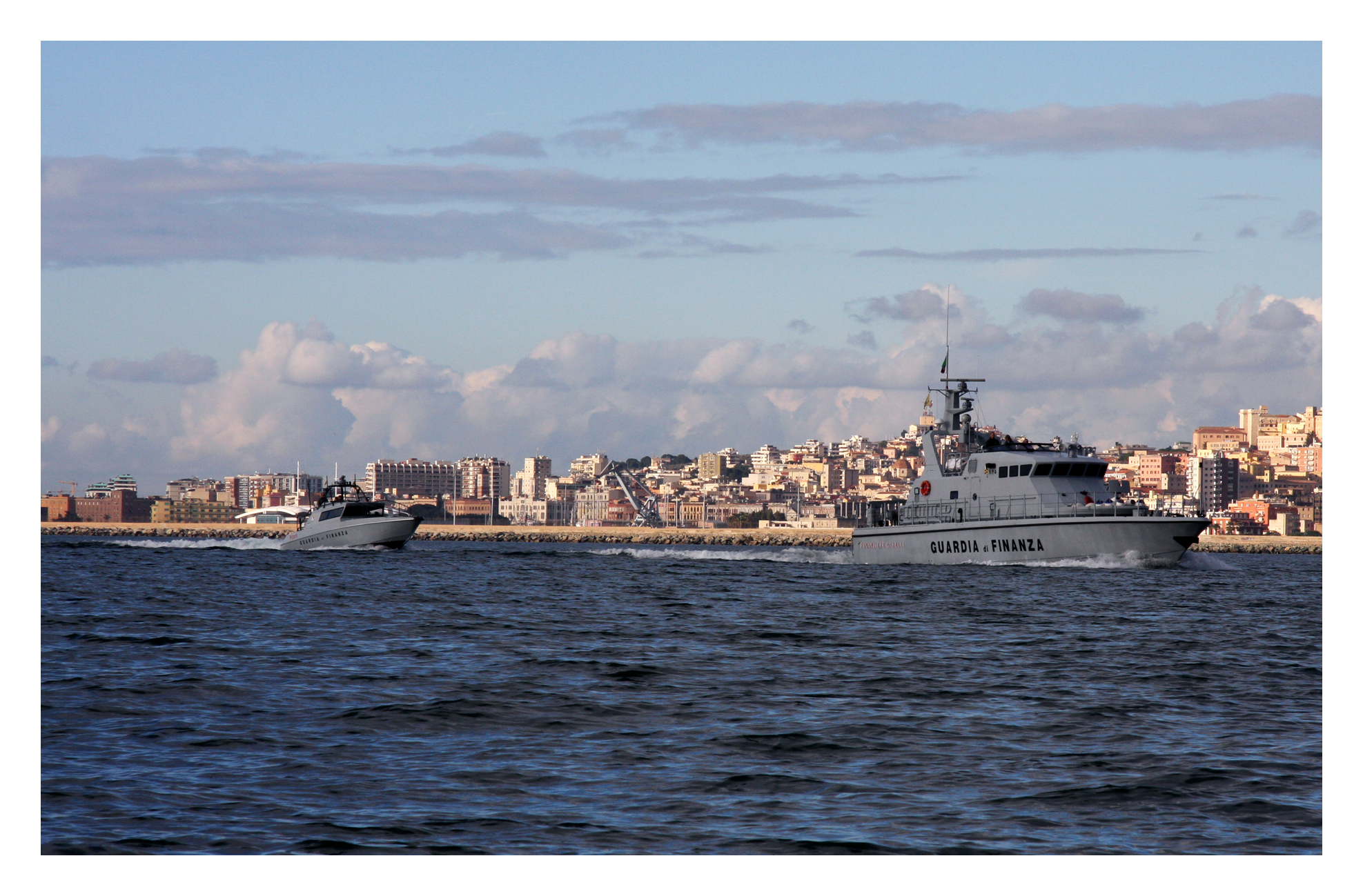
Unità navali del Corpo nel golfo di Cagliari

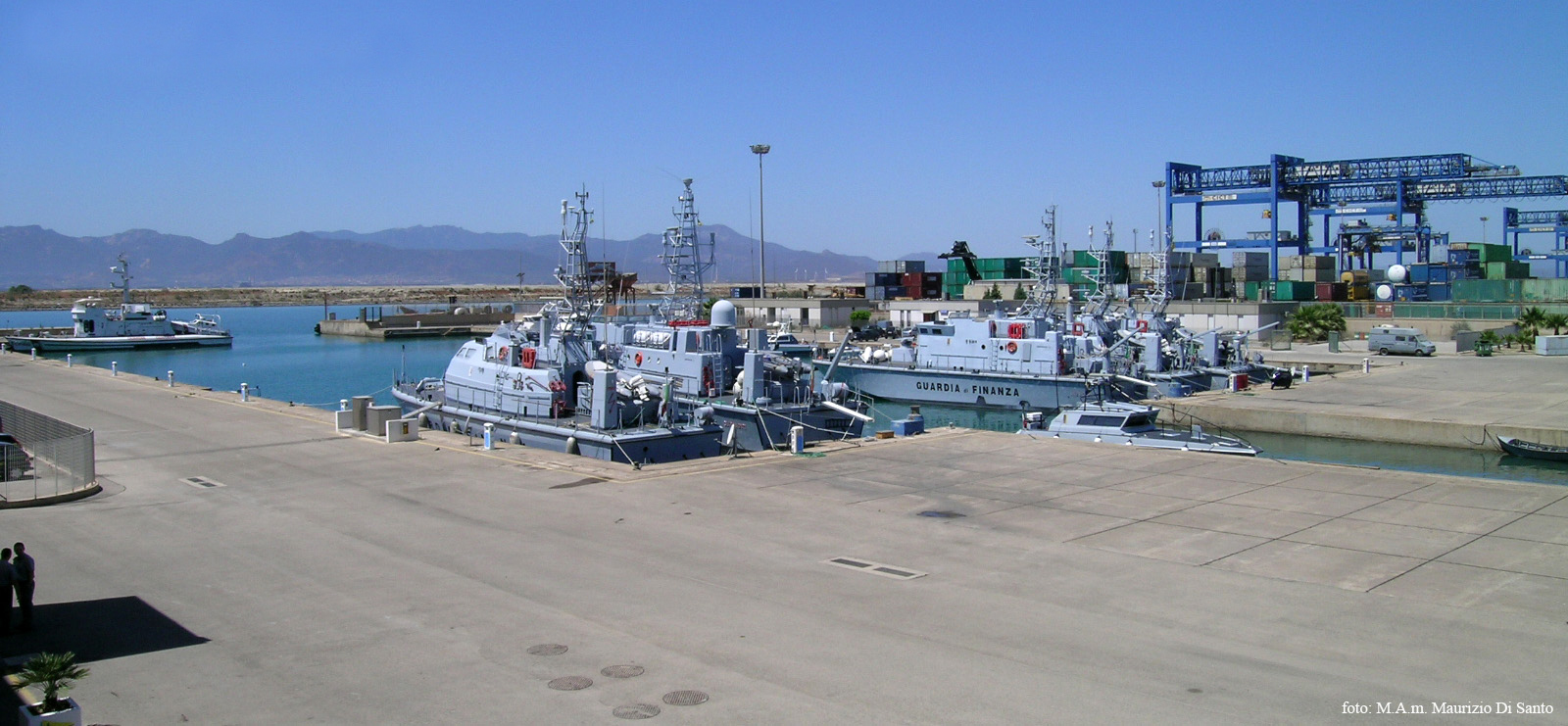
Ormeggi per le unità navali

Il  Reparto operativo aeronavale Cagliari, è l'articolazione aeronavale della Guardia di finanza in Sardegna, con proiezione operativa nel mare territoriale che circonda l'isola e possibilità di intervento lungo tutta la fascia costiera (quasi 2.000 km di litorale) per lo sviluppo di tutti i servizi originati in mare e per l'esecuzione delle complessive funzioni di polizia economico - finanziaria nei confronti degli esercizi siti nei porti e lungo il litorale.

#### Reparti dipendenti
- Stazione navale di Cagliari, con competenza circoscrizionale da capo Spartivento a torre di Murtas;
- Sezione operativa navale di Arbatax, con competenza circoscrizionale da torre di Murtas al Comune di Orosei;
- Sezione operativa navale di Olbia, con competenza circoscrizionale dal Comune di Arzachena al Comune di Siniscola;
- Sezione operativa navale di La Maddalena, con competenza circoscrizionale dal Comune di Palau a punta Tramontana;
- Sezione operativa navale di Alghero, con competenza circoscrizionale da punta Tramontana a capo Frasca;
- Sezione operativa navale di Sant'Antioco, con competenza circoscrizionale da capo Frasca a capo Spartivento.
- Sezione aerea Elmas

#### Naviglio operativo
Tipologia guardacoste
- Classe Buratti G204 Finanziere Garulli

Tipologia vedetta costiera
- Classe 2000 n° 2 unità

Classe 1100 n° 1 unità
Classe 800 n° 1 unità
Tipologia unità minore
- Classe B.S.O. n° 1 unità

#### Stemma e motto
Lo stemma del Reparto operativo aeronavale Cagliari è uno scudo dorato all'interno del quale trovano spazio l'emblema della Sardegna (in alto a sx), costituito dalla croce di San Giorgio di rosso in campo bianco accantonata da quattro teste di moro bendate di bianco sulla fronte, lo stemma araldico del Servizio aeronavale della Guardia di finanza (in basso a dx) che riproduce un'ancora, simbolo del Servizio Navale, la quale sovrasta due ali, a significare il Servizio aereo, il tutto sormontato da una corona turrita d'oro.
Il motto del ROAN si concretizza nell'espressione latina “in omnia paratus” traducibile in “pronti a tutto”, a significare la dedizione e la capacità del personale di adeguarsi alle mutevoli esigenze operative che il Reparto è chiamato a fronteggiare.